# Кијов (Хавличкув Брод)
Кијов (чеш. Kyjov) је насељено мјесто са административним статусом сеоске општине (чеш. obec) у округу Хавличкув Брод, у крају Височина, Чешка Република.

## Становништво
Према подацима о броју становника из 2014. године насеље је имало 142 становника.